# Trolleybus de Khabarovsk
Le trolleybus de Khabarovsk (en russe : Хабаровский троллейбус) est un des systèmes de transport en commun de Khabarovsk, dans le kraï de Khabarovsk, en Russie.

## Matériel roulant

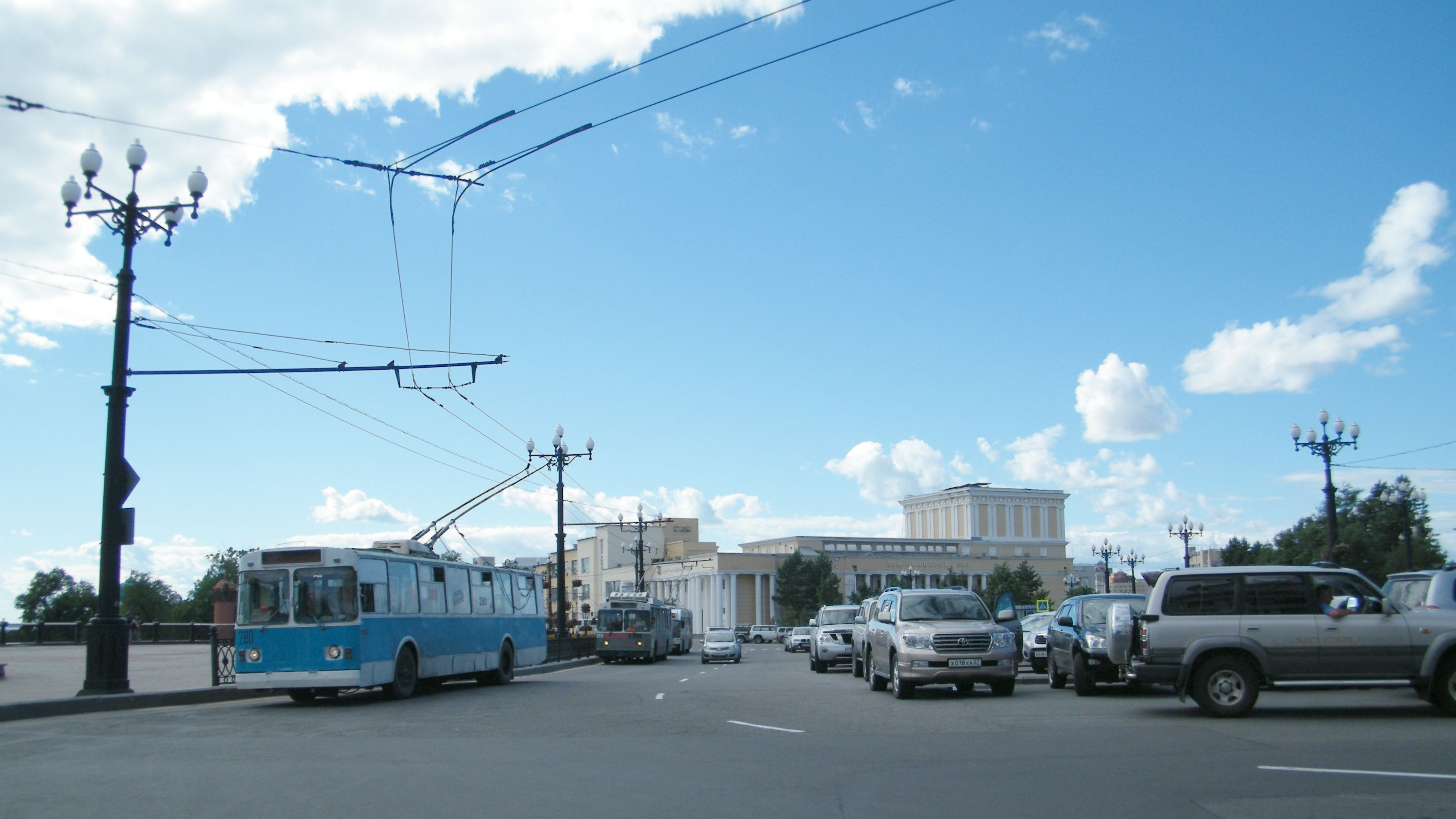
Trolleybus de Khabarovsk